# Malletlok

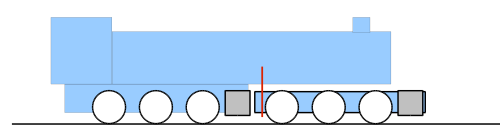
Schematisk bild av malletlokomotiv, med två uppsättningar cylindrar i grått och pivåaxeln i rött

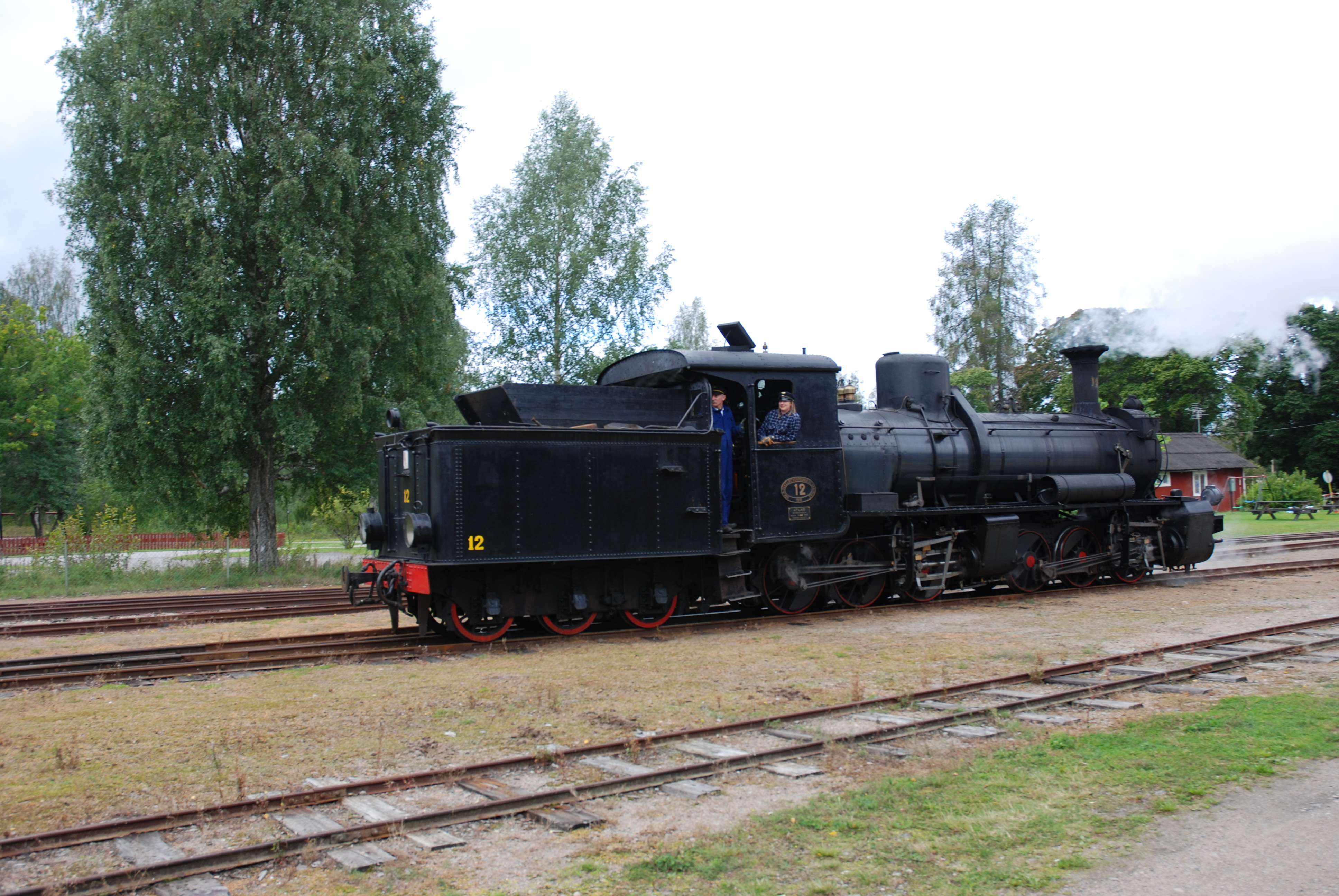
Lokomotiv DONJ nr 12 på Jädraås station på Tallås-Jädraås Järnväg

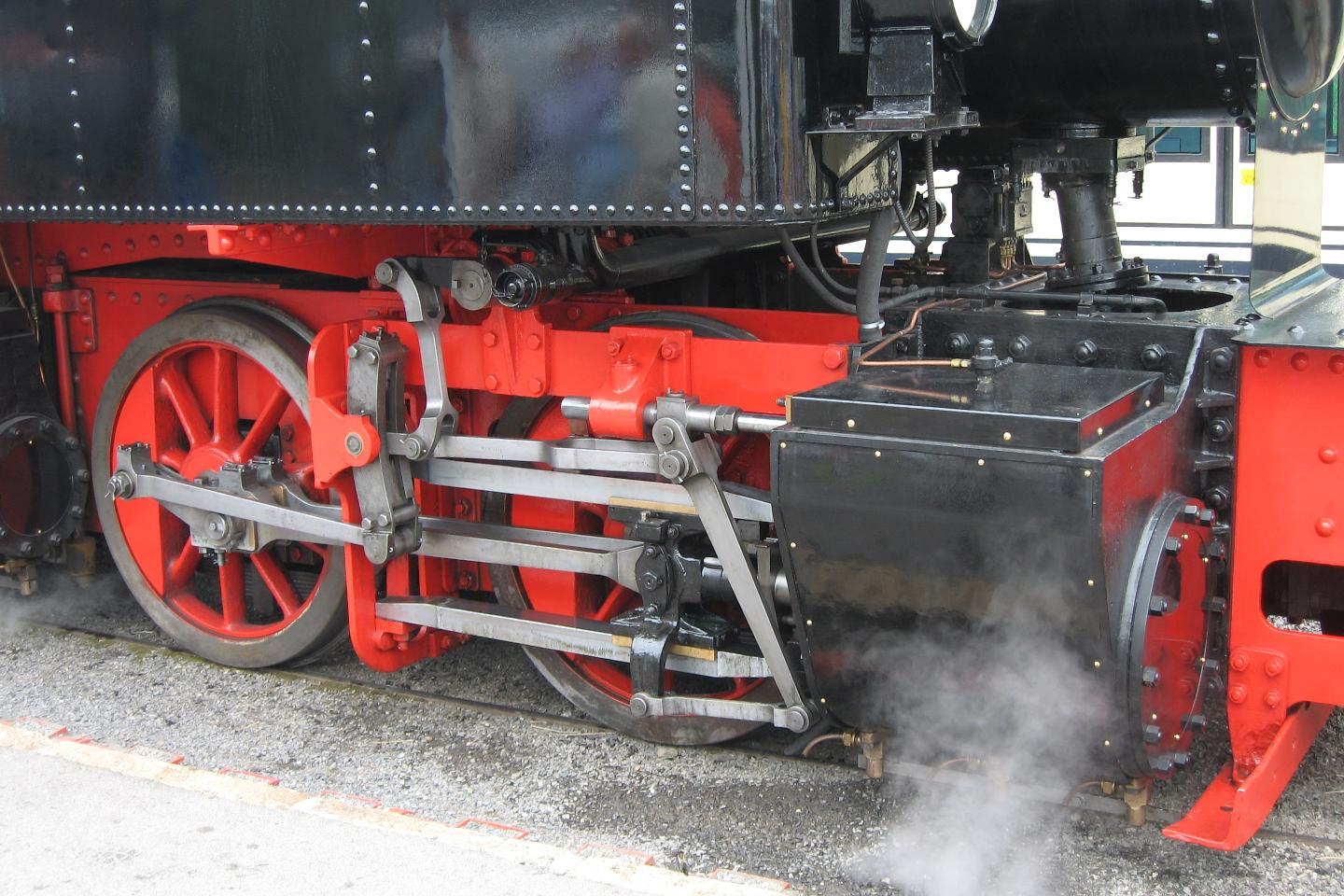
Boggie och främre cylindrar på ett malletlok

Malletlok är en typ av ånglokomotiv, som är tillverkades enligt principer som utarbetats av den schweiziske ingenjören Anatole Mallet och som patenterades 1874. Det kan köras på ganska smala spårkurvor tack vare att underredet är ledat.
Malletlok har drivning med två uppsättningar ångcylindrar, vilka driver två olika uppsättningar drivhjul. De bakre drivhjulen är fastsatta vid lokets fasta ram, medan de främre sitter på en rörlig boggie. Pivåaxeln finns på den bakre delen av boggien. Ångmaskinen är av kompoundtyp. Ångcylindrarna för de bakre drivhjulen drivs av högstrycksånga direkt från ångpannan, medan de storleksmässigt större ångcylindrarna på boggien drivs av ånga med lägre tryck, vilken leds från de bakre cylindrarna via rör till de främre.
Malletlok tillverkades i Europa från 1876 i stort antal för smalspårsjärnvägar, bland annat av Société Decauville Ainé. År 1889 byggdes de första malletloken för normalspårvidd av Lokomotiven- und Maschinenfabrik J.A. Maffei för schweiziska SBB samt för Sankt Gotthardsbanan. Vid sekelskiftet 1800/1900 fanns uppemot 400 malletlok i bruk i Europa, av vilka 218 var för normalspårvidd eller för den ryska spårvidden på 1 520 mm.
Malletlok blev vanliga i USA för stora lok.

## Malletlok i Sverige i urval
I Sverige har malletlok använts endast i begränsad utsträckning och då som lok på smalspårsbanor:
- Tre lok på 891 mm-banan Dala–Ockelbo–Norrsundets Järnväg, tillverkade 1910 av Atlas Verkstäder: DONJ, nr 1, 8 och 12.[1] De var de största malletloken i Sverige. DONJ nr 12 ingår i museijärnvägen Tallås–Jädraås Järnvägs fordonspark.

- Tre lok på 600 mm-banan Kosta–Lessebo Järnväg. Det första inköptes inför banans öppnande för godstrafik 1888 KLJ nr 1 Kosta från Societé Décauville Ainé. Inför banans öppnande för allmän trafik 1891 inköptes ytterligare ett malletlok, men utan tender, licenstillverkat av Munktells Mekaniska Verkstad, som senare fick namnet KLJ nr 2 Lessebo.[2] Senare köptes KLJ nr 3 Målerås, tillverkat av Orenstein & Koppel i Berlin 1901. KLJ 2 Lessebo används numera på museibanan Östra Södermanlands Järnväg.[3][2][4]

- Loken nummer 1–3 på 600 mm-banan Jönköping–Gripenbergs Järnväg, tillverkade 1893 av Bolinders Mekaniska Verkstad i Stockholm.[5]

- Ett lok tillverkat 1902 av Orenstein & Koppel för Alfa-Laval i Tumba.[4] Det var det sista malletloket i kommersiell drift i Sverige, nämligen för Ars kalkbrott på Gotland, innan det överfördes till Östra Södermanlands Järnväg, omdöpt till ÖSIJ 5 Hamra.

## Bildgalleri

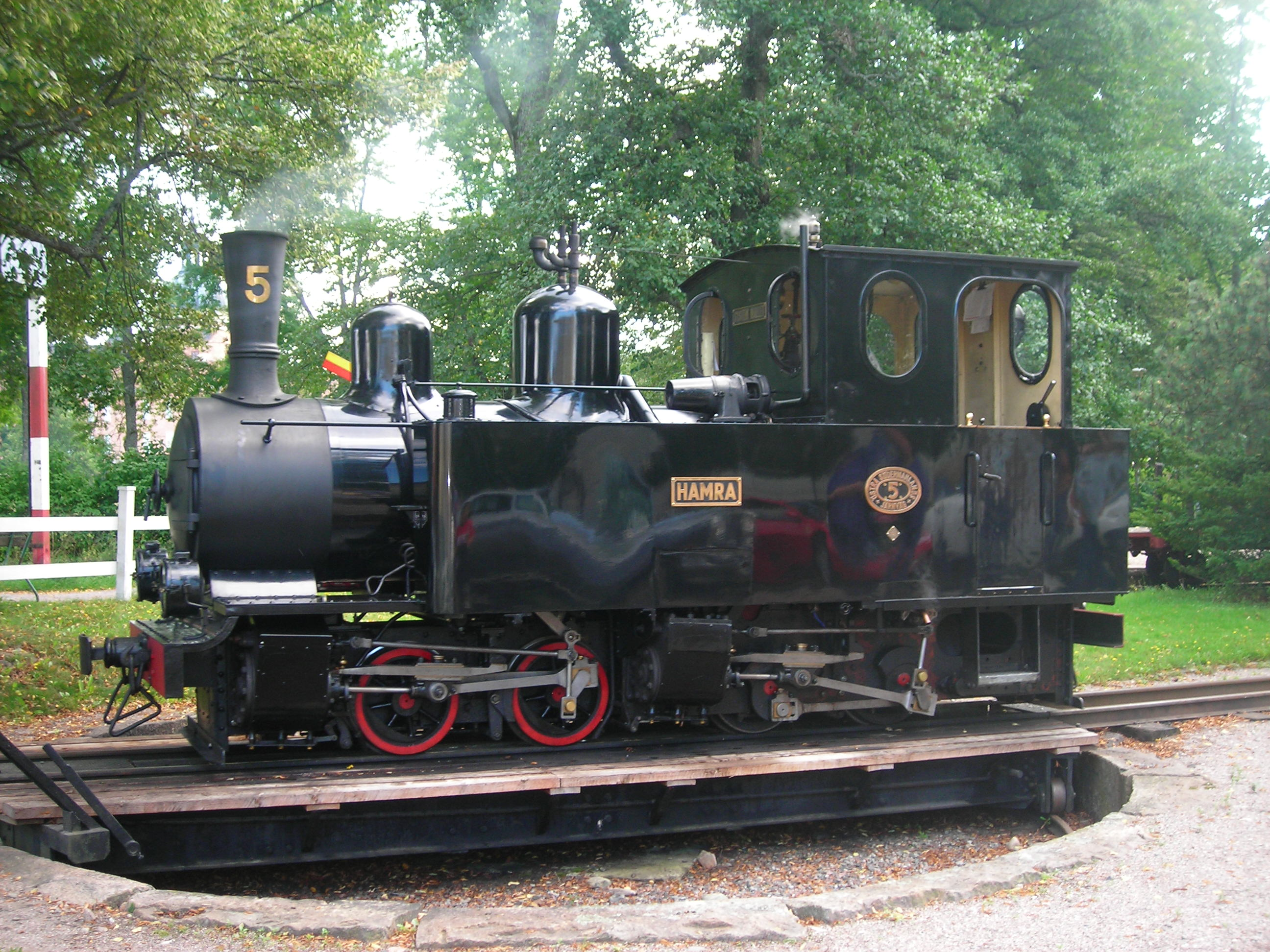
ÖSIJ 5 Hamra, Orenstein & Koppel Mallet 930, på vändskiva i Mariefred
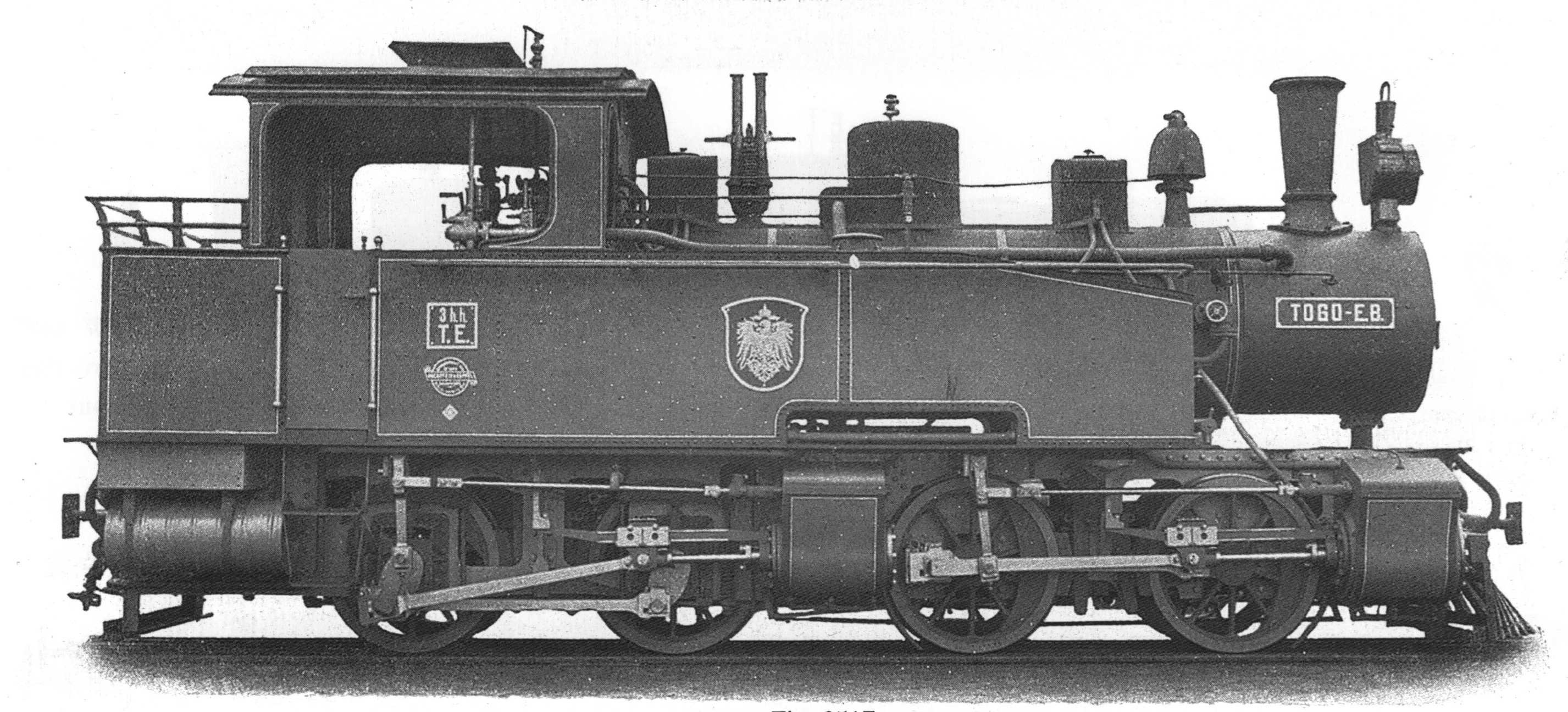
Smalspårslokomotiv från Orenstein & Koppel, levererat till Deutsche Kolonial-Eisenbahn Bau- und Betriebsgesellschaft i Togo omkring 1913
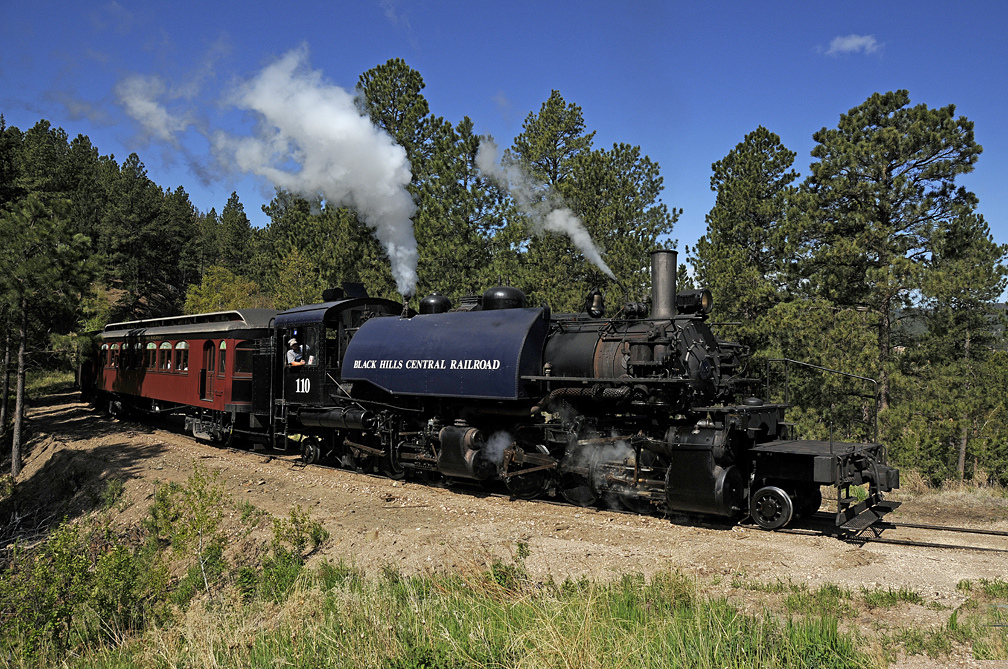
Ett Baldwin Locomotive Works malletlok, byggt 1928 för Weyerhaeuser Timber Company i Vail i staten Washington i USA. Fotograferad på Black Hills Central Railroad i Nevada
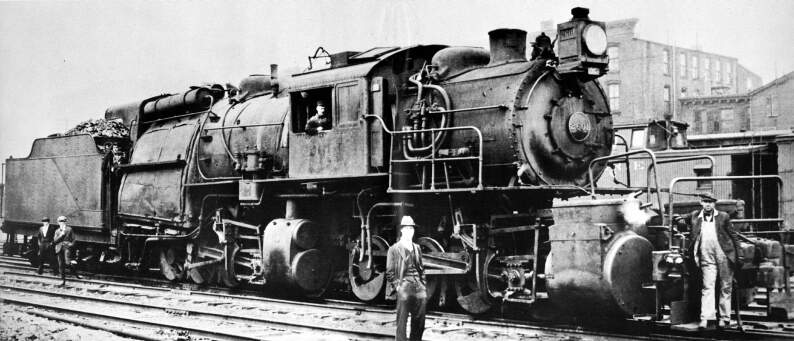
L-1-lok på Erie Railroad, tillverkat 1907 av American Locomotive Company